# 马雷克·塞韦伦
马雷克·塞韦伦（波蘭語：Marek Seweryn，1957年10月17日—），波兰男子举重运动员。他曾代表波兰参加1980年和1988年夏季奥林匹克运动会举重比赛，其中1980年奥运会获得一枚铜牌。